# Hisig-Öndör járás
Hisig-Öndör járás (mongol nyelven: Хишиг-Өндөр сум) Mongólia Bulgan tartományának egyik járása. Területe 2400 km². Népessége kb. 3900 fő.
Székhelye Mánit (Мааньт), mely 68 km-re délre fekszik Bulgan tartományi székhelytől.